# 彰化市各級學校列表

## 大專院校
| 建年 | 校名         | 校址        | 簡歷 | 網址                   |
| 1965 | 私立建國科大 | 介壽北路1號 | 1965年設立，校名私立建國商業專科學校。 1974年，改校名私立建國工業專科學校。 1992年，改校名私立建國工商專科學校。 1999年改制，改校名建國技術學院。 2004年，改校名建國科技大學。 | （页面存档备份，存于） |
| 1971 | 國立彰化師大 | 進德路1號   | 1960年，在現址創設台灣省立彰化進德實驗中學。 1970年，進德中學廢止，台灣省政府設立台灣省中等教師研習會。 1971年8月1日，設立台灣省立教育學院。 1989年，改校名國立彰化師範大學。  | （页面存档备份，存于） |
|      | 大葉大學     |             | |                        |

| 參考書目：周國屏等編纂，《彰化市志》下冊，第玖篇·教育，第三章·光復後之教育，第五節·大專教育，1997年，彰化：彰化市公所。 |

## 高級中學(普通型 / 技術型)
| 建年 | 校名         | 校址            | 簡歷 | 網址                   |
| 1919 | 國立彰化女中 | 光復路62號      | 1919年設立，校名彰化女子高等普通學校。 1921年改為州屬，改校名台中州立彰化高等女學校，並設師範講習科及實習小學。 1945年，改校名省立彰化女子中學。 1967年，改校名台灣省立彰化女子高級中學。 | （页面存档备份，存于） |
| 1938 | 國立彰師附工 | 工校街1號       | 1938年4月19日設立，校名台中州立彰化工科學校。 1944年，另設台中州立彰化工業學校。 1946年兩校合併，改制台灣省立彰化工業職業學校。 1969年結束初級部，改制台灣省立彰化高級工業職業學校。 1984年，改隸國立台灣教育學院，改校名國立台灣教育學院附屬高級工業職業學校。 1989年，改校名國立彰化師範大學附屬高級工業職業學校。 | （页面存档备份，存于） |
| 1939 | 國立彰化高商 | 南郭路一段326號 | 1939年4月1日設立，校名台中州立彰化商業學校。 1945年，改校名台灣省立彰化商業職業學校。 1970年結束初級部，改校名台灣省立彰化高級商業職業學校。 2000年2月1日，改校名國立彰化高級商業職業學校。 | （页面存档备份，存于） |
| 1942 | 國立彰化高中 | 中興路78號      | 1942年4月27日設立，校名台中州立彰化中學校。 1945年，改校名台灣省立彰化中學。 1970年改制，改校名台灣省立彰化高級中學。 1999年，改校名國立彰化高級中學。 | （页面存档备份，存于） |
| 1956 | 私立精誠高中 | 林森路200號     | 1956年於旭國民學校富田分教場舊校址設立，校名彰化縣私立精誠國民中學。 1957年改制，校名彰化縣私立精誠高級中學。 | （页面存档备份，存于） |
| 1971 | 私立正德高中 | 彰水路145號     | 1971年設立，校名私立正德高級工商職業學校。 2000年改制，改校名私立正德高級中學。 | （页面存档备份，存于） |

| 參考書目：周國屏等編纂，《彰化市志》下冊，第玖篇·教育，第三章·光復後之教育，第四節·高中職教育，1997年，彰化：彰化市公所。 |

- 彰化縣立彰化藝術高級中學
- 私立常春藤高級中學彰化分校 (籌備中)

## 國民中學
| 建年 | 校名                         | 校址                | 簡歷 | 網址                   |
| 1956 | 私立精誠高中 附設國中部      | 林森路200號         | 1956年設立，校名彰化縣私立精誠國民中學。 1957年改制，校名彰化縣私立精誠高級中學。                                                                 | （页面存档备份，存于） |
| 1961 | 彰化藝術高中 附設國中部      | 卦山路13號          | 1961年夏，縣長呂世明倡一鄉鎮一初中，設立彰化初級中學。 1968年，改校名彰化縣立彰化國民中學。 2006年升格，改校名彰化縣立彰化藝術高級中學。          | （页面存档备份，存于） |
| 1968 | 陽明國中                     | 長順街76號          | 前身為彰化女子商業職業學校。 1940年建校，校名彰化家政女子學校。 1943年，遷入現址。 1945年，改為初商職校。 1968年8月，改校名彰化縣立陽明國民中學。 | （页面存档备份，存于） |
| 1968 | 彰安國中                     | 中正路二段530號     | 1968年8月1日設立，校名彰化縣立彰安國民中學。 | （页面存档备份，存于） |
| 1971 | 彰德國中                     | 彰南路三段512巷97號 | 1971年9月1日設立，校名彰化縣立彰德國民中學。假借陽明國中教室禮堂上課。 1972年，遷回現址。                                                         | （页面存档备份，存于） |
| 1997 | 彰興國中                     | 埔西街107號         | 1997年8月設立，校名彰化縣立彰興國民中學。 | （页面存档备份，存于） |
| 2001 | 彰泰國中                     | 自強路357號         | 2001年8月設立，校名彰化縣立彰泰國民中學。 | （页面存档备份，存于） |
| 2003 | 信義國中小                   | 向陽街168號         | 2003年8月設立，校名彰化縣立信義國民中小學。 | （页面存档备份，存于） |
|      | 彰化縣私立正德高級中學國中部 |                     | |                        |

| 參考書目：周國屏等編纂，《彰化市志》下冊，第玖篇·教育，第三章·光復後之教育，第四節·國中教育，1997年，彰化：彰化市公所。加入新學校信義國中小的資料。 |

## 國民小學
| 建年 | 校名     | 校址                | 簡歷 | 網址                   |
| 1898 | 中山國小 | 中山路二段678號     | 1898年10月1日設立，校名彰化公學校，於孔廟內開始上課。 1915年，新校舍落成，遷往今彰化女中現址。 1919年，改校名彰化第一公學校，設簡易實業學校。 1921年，校舍讓與彰化女子普通學校，遷至現址。 1941年，改校名彰化市楠國民學校。 1946年，改校名彰化市中山國民學校。 1968年，改校名彰化縣彰化市中山國民小學。 | （页面存档备份，存于） |
| 1916 | 民生國小 | 民生路338號         | 1916年3月設立，校名彰化女子公學校，1941年改校名彰化市春日國民學校。 1946年，改校名民生路國民學校。 1950年，改校名彰化縣彰化市民生國民學校。 1968年，改校名民生國民小學。 | （页面存档备份，存于） |
| 1917 | 快官國小 | 彰南路四段566號     | 1917年10月1日設立，校名快官國語講習所(日語講習所)。 1918年，隸屬於番社口公學校快官分教場。 1921年，改校名大竹公學校快官分校。 1922年，獨立為快官公學校。 1930年，改校名梅園國民學校。 1945年，改校名快官國民學校。 1968年，改校名快官國民小學。                                                         | （页面存档备份，存于） |
| 1918 | 大竹國小 | 彰南路二段164巷41號 | 1918年4月1日設立，校名台中州番社口公學校。 1926年，改校名大竹公學校。 1941年，改校名大竹國民學校。 1968年，改校名大竹國民小學。 | （页面存档备份，存于） |
| 1919 | 南郭國小 | 南校街19號          | 1919年4月1日設立，校名彰化第二公學校。 1937年，改校名旭公學校。 1946年，改校名彰化市南區南郭國民學校。 1968年，改校名彰化市南郭國民小學。 | （页面存档备份，存于） |
| 1921 | 泰和國小 | 泰和路二段145巷1號  | 1921年4月1日設立，隸屬於大竹公學校阿夷分離教室。 1938年，獨立為彰北公學校。 1941年，改校名彰化市寶國民學校。 1945年，改校名阿夷國民學校。 1969年，改校名彰化縣泰和國民小學。 | （页面存档备份，存于） |
| 1941 | 平和國小 | 中正路二段450號     | 1941年4月1日設立，隸屬彰化市旭公學校富田分校。8月8日，校舍倒塌。 1944年，改校名富田國民學校。 1946年，改校名彰化市西區平和國民學校。9月9日，校舍全倒至中華路。 1950年，改校名彰化縣彰化市平和國民學校。 1963年，遷至彰安里現址。 1968年，改校彰化縣彰化市平和國民小學。 2006年，設立建和校區於崙平里。  | （页面存档备份，存于） |
| 1947 | 東芳國小 | 彰馬路45號          | 1947年11月6日設立，校名東芳國民學校。 1968年，改校名彰化縣東芳國民小學。 | （页面存档备份，存于） |
| 1948 | 三民國小 | 田中路125號         | 1948年8月借民房設立，隸屬於快官國民學校田中分離教室。 1949年，改校名快官國民學校田中分校。 1952年，獨立為三民國民學校。 1968年，改校名彰化縣彰化市三民國民小學。 | （页面存档备份，存于） |
| 1950 | 南興國小 | 中山路一段213號     | 1950年12月22日設立，隸屬於南郭國民學校南興分校。 1953年，獨立為南興國民學校。 1958年，改校名南興國民小學。 | （页面存档备份，存于） |
| 1954 | 石牌國小 | 田坑路一段9號       | 1954年設立，隸屬於快官國小臨時分班。 1957年，改校名快官國民學校石牌分校。 1961年，獨立為彰化縣彰化市石牌國民學校。 1968年，改校名彰化縣彰化市石牌國民小學。 | （页面存档备份，存于） |
| 1959 | 聯興國小 | 一心南街208號       | 1959年設立，隸屬於三民國民學校影劇分校。 1964年，獨立為聯興國民學校。 1968年，改校名聯興國民小學。 | （页面存档备份，存于） |
| 1965 | 國聖國小 | 中山路三段608號     | 1965年設立，隸屬於大竹國小國聖分校。 1970年，獨立為彰化縣彰化市國聖國民小學。 | （页面存档备份，存于） |
| 1984 | 忠孝國小 | 忠誠路61號          | 1984年8月1日設立，校名彰化縣彰化市忠孝國民小學。 | （页面存档备份，存于） |
| 2003 | 大成國小 | 自強路303號         | 2003年8月1日設立，從彰化縣彰化市大成幼稚園升格為彰化縣彰化市大成國民小學。 | （页面存档备份，存于） |

| 參考書目：周國屏等編纂，《彰化市志》下冊，第玖篇·教育，第三章·光復後之教育，第二節·國小教育，1997年，彰化：彰化市公所。加入新學校大成國小的資料。 |

## 社教機構
| 建年 | 校名               | 校址            | 簡歷                                                                                           | 網址                   |
| 1955 | 國立彰化生活美學館 | 卦山路18號      | 1955年元旦成立。10月12日館舍落成。11月12日正式開幕。2008年更名為彰化生活美學館。               | （页面存档备份，存于） |
| 1983 | 彰化縣文化局       | 中山路二段500號 | 1983年10月4日合併原彰化縣圖書館正式啟用，原名彰化縣立文化中心。 2000年升格，改名彰化縣文化局。 | （页面存档备份，存于） |

| 參考書目：周國屏等編纂，《彰化市志》下冊，第玖篇·教育，第三章·光復後之教育，第六節·社會教育，1997年，彰化：彰化市公所。 |